# کریس وایتز
 کریس وایتز (انگلیسی: Chris Weitz؛ زادهٔ ۳۰ نوامبر ۱۹۶۹) کارگردان، تهیه‌کننده و فیلم‌نامه‌نویس اهل ایالات متحده آمریکا است.
از فیلم‌هایی که وی در آن نقش داشته است، می‌توان به آقا و خانم اسمیت و ایده‌های جالب بیکفورد شمکلر اشاره کرد.